# ヘヴン&アース
『ヘヴン&アース』（Heaven & Earth）は、2014年に発表されたイエスのアルバムである。リードボーカルのジョン・デイヴィソンが参加した最初のアルバムであり、創設メンバーであり2015年に死去したクリス・スクワイアが参加した最後のスタジオ・アルバムとなった。
プロデュースはロイ・トーマス・ベイカー、ミキシングは後にイエスの正式メンバーとなるビリー・シャーウッドが担当した。ベイカーにとって2025年に亡くなる前にプロデューサーとしてクレジットされた最後の作品である。
全英アルバムチャートで最高20位、全米アルバムチャートで最高26位を記録。

## 解説
2012年2月、健康上の問題でグループを脱退したベノワ・ディヴィッドの後任として、アメリカ人シンガーのジョン・デイヴィソンが加入した。デイヴィソンを新メンバーに迎えたイエスは、2013年のツアー中にアルバムのための新曲の準備を始めた。デイヴィソンは作詞作曲に積極的に取り組み、他のメンバーの家を訪れて共同作業を行った。アルバム制作は、プロデューサーにロイ・トーマス・ベイカーを迎えて行われたが、最終的なミキシング作業はベイカーからビリー・シャーウッドへ交代した。スティーヴ・ハウによれば、この交代劇はベイカーのアルバムに対するアプローチがあまりにもテクノクラート的だったからと述べている。「ロイのやり方は、サウンド重視だった。曲の構成はそれほど重要じゃなかった。（中略）彼は僕らのミキシング・スタイルを、最終的に僕らのためにミキシングをしてくれたビリー・シャーウッドほど理解しているようには思えなかった」。

## 収録曲
| #         | タイトル                                                             | 作詞・作曲                                               | 時間  |
| --------- | -------------------------------------------------------------------- | -------------------------------------------------------- | ----- |
| 1.        | 「ビリーヴ・アゲイン - "Believe Again"」                             | ジョン・デイヴィソン、スティーヴ・ハウ                   | 8:01  |
| 2.        | 「ザ・ゲーム - "The Game"」                                          | クリス・スクワイア、デイヴィソン、ジェラルド・ジョンソン | 6:49  |
| 3.        | 「ステップ・ビヨンド - "Step Beyond"」                               | ハウ、デイヴィソン                                       | 5:34  |
| 4.        | 「トゥ・アセンド - "To Ascend"」                                     | デイヴィソン、アラン・ホワイト                           | 4:40  |
| 5.        | 「イン・ア・ワールド・オヴ・アワ・オウン - "In a World of Our Own"」 | デイヴィソン、スクワイア                                 | 5:19  |
| 6.        | 「ライト・オヴ・ジ・エイジズ - "Light of the Ages"」                 | デイヴィソン                                             | 7:37  |
| 7.        | 「イット・ワズ・オール・ウィー・ニュウ - "It Was All We Knew"」      | ハウ                                                     | 4:11  |
| 8.        | 「サブウェイ・ウォールズ - "Subway Walls"」                          | デイヴィソン、ジェフ・ダウンズ                           | 9:02  |
| 合計時間: | 合計時間:                                                            | 合計時間:                                                | 51:28 |

| #  | タイトル                                                                             | 作詞・作曲             | 時間 |
| -- | ------------------------------------------------------------------------------------ | ---------------------- | ---- |
| 9. | 「トゥー・アセンド (アコースティック・ヴァージョン）- To Ascend (Acoustic Version)」 | デイヴィソン、ホワイト | 4:35 |

## 参加メンバー
- スティーヴ・ハウ – エレクトリック／アコースティック／スティール・ギター、ボーカル
- クリス・スクワイア – ベース、ボーカル
- アラン・ホワイト – ドラムス、パーカッション
- ジェフ・ダウンズ – キーボード、コンピュータープログラミング
- ジョン・デイヴィソン – ボーカル、アコースティックギター（#1、#6）